# Janusz Michalak
Janusz Michalak (ur. 1933 w Drohobyczu) – polski prawnik, historyk, krajoznawca, publicysta, autor licznych monografii, opracowań historycznych, krajoznawczych i przewodników historycznych.

## Życiorys
Jest synem Macieja Michalaka (1902–2000), weterana walk o niepodległość 1917-1921, uczestnika konspiracji ZWZ/AK, oraz Zofii Michalak z Kosibów (1912–2011). Od 1945 roku związany z ziemią iwonicką. Mieszka w Iwoniczu-Zdroju. Zajmuje się historią regionu i krajoznawstwem. Jest autorem kilkudziesięciu przewodników pod znakiem „Biblioteczka Janusza Michalaka”, m.in.: „Iwonicz-Zdrój i okolice”, „Rymanów, Rymanów-Zdrój i okolice”, „Na bieszczadzkich połoninach”, „Gorlice, Biecz i okolice”, „Nad bieszczadzkimi jeziorami”, „Jedlicze i okolice”, „Dukla i okolice”, „Dynów i okolice”, „Grybów i okolice”, „Krosno i okolice”, „W gminie Jasło i okolicy”, „Miejsce Piastowe w gminie i okolicy”, „W dolinie Osławy”, „W dorzeczu górnej Wisłoki”, „Krynica, Muszyna, Żegiestów, Piwniczna i okolice”, „Jasło i okolice”, „Muszyna, Złockie, Żegiestów i okolice”. Redaktor naczelny rocznika Iwonicz-Zdrój. Członek Stowarzyszenia Autorów Polskich. Założyciel i wiceprezes Stowarzyszenia Przyjaciół Iwonicza-Zdroju.